# Aeroportul Mahshahr
Aeroportul Mahshahr (IATA: MRX, ICAO: OIAM) este un aeroport din Iran ce deservește zona Mahshahr.
Situat la o altitudine de 2 m, aeroportul dispune de o singură pistă.